# أندريه بياتوف
أندريه فاليرييوفيتش بياتوف (بالأوكرانية: Андрій Валерійович П'ятов) (مواليد 28 يونيو 1984 في كيروفوراد، جمهورية أوكرانيا السوفيتية الاشتراكية) لاعب كرة قدم أوكراني يجيد اللعب في مركز حارس المرمى ويلعب حاليا في نادي شاختار دونيتسك الأوكراني منذ 2007.

## روابط خارجية
- أندريه بياتوف على موقع الاتحاد الدولي (مؤرشف)  (الإنجليزية)
- أندريه بياتوف على موقع الاتحاد الأوربي (الإنجليزية)
- أندريه بياتوف على موقع اتحاد أوكرانيا (الإنجليزية)
- أندريه بياتوف على موقع قاعدة بيانات كرة القدم.إي يو (الإنجليزية)
- أندريه بياتوف على موقع ناشيونال فوتبول تيمز (الإنجليزية)
- أندريه بياتوف على موقع Soccerway.com (الإنجليزية)
- أندريه بياتوف على موقع عالم كرة القدم.نت (الإنجليزية)
- أندريه بياتوف على موقع AS.com (الإسبانية)